# Veria
Veria (griechisch Βέροια (f. sg.), bulgarisch und mazedonisch Бер Ber, türkisch Karaferya, im biblischen Zusammenhang verwendeter deutscher Name Beröa) ist eine Stadt und zugleich eine Gemeinde in der nordgriechischen Region Zentralmakedonien.

## Geographie

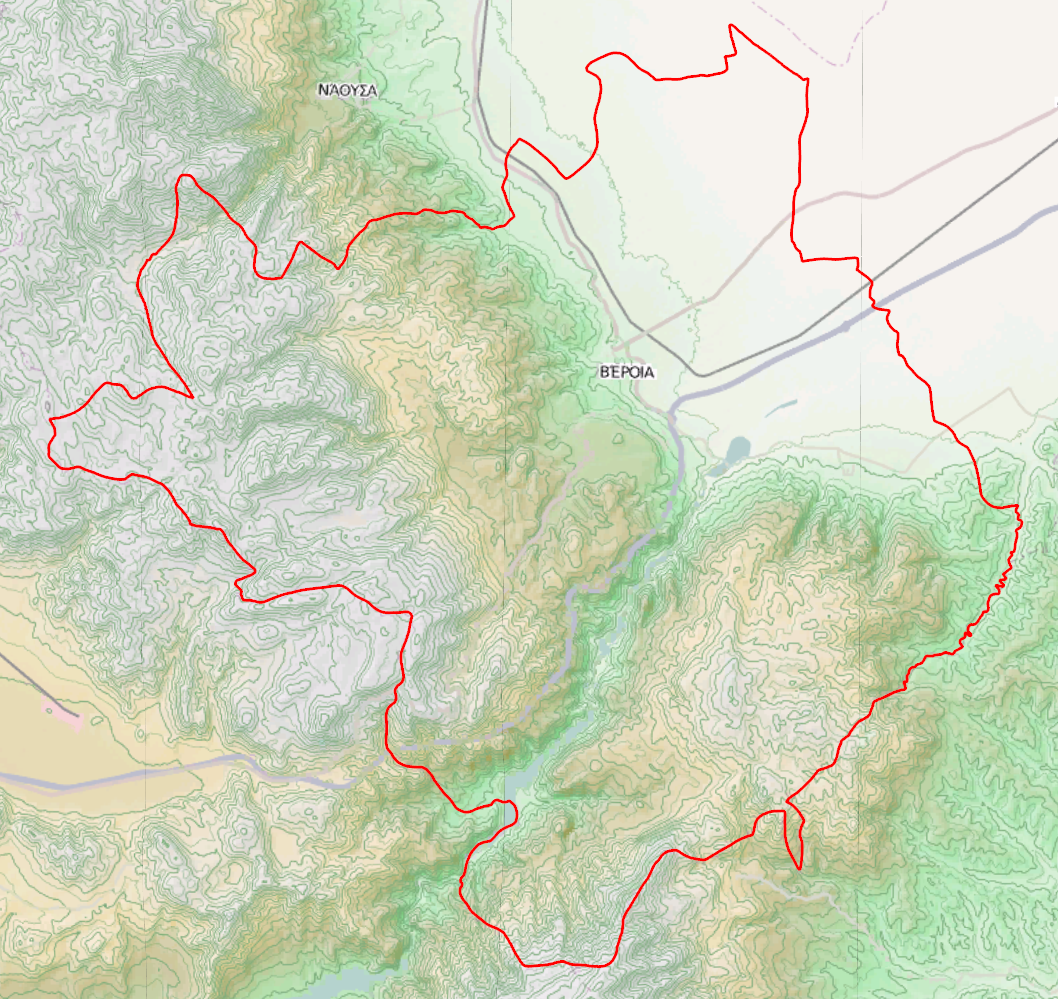
Topografische Karte von Veria

Die Stadt Veria befindet sich im südwestlichen Ausläufer der zentralmakedonischen Tiefebene. Nach Westen und Südwesten hin wird das Stadtgebiet durch die östlichen Ausläufer des Vermio-Gebirges begrenzt. Nach Norden, Osten und Süden grenzen die flachen Gebiete der zentralmakedonischen Tiefebene unmittelbar an die Stadt. Südlich der Stadt passiert der Fluss Aliakmonas das Vermio-Gebirge im Süden und die Pieria-Berge in deren Norden (Kastanea-Pass) und tritt in die zentralmakedonische Tiefebene ein. Südlich von Veria wird der Aliakmonas zum Sfikia-Stausee aufgestaut, südwestlich von Veria befindet sich der um ein Vielfaches größere Polyfytos-Stausee des gleichen Flusses. Die Stadt Veria wird vom Tripotamos durchflossen, welcher aus dem Vermio-Gebirge im Westen kommend nach Osten in Richtung Aliakmonas und Loudias fließt.
Thessaloniki liegt 65 km nordöstlich von Veria. Nach Naoussa im Nordwesten sind es 16 km, Kozani befindet sich 42 km westlich und Katerini 38 km südöstlich von Veria. Vergina, die Stadt mit dem angenommenen Königsgrab von Philipp II., befindet sich 11 km ostsüdöstlich von Veria jenseits des Aliakmonas an den nördlichen Ausläufern der Pieria-Berge.

## Geschichte

### Name
Theagenes (2. Jh. v. Chr.) schreibt in den Makedonika über die Gottheit Beroia, eine Tochter des Beres und die Schwester von Mieza und Olganos. Nach ihr wurde die Stadt benannt (griechisch Βέροια, Βέρροια).

### Antike
Das Gebiet um Veria gehört zu den ältesten Siedlungsgebieten Griechenlands. Funde aus Nea Nikomedeia 9 km nordöstlich der Stadt datieren etwa auf 6250 v. Chr. Die erste schriftliche Erwähnung des Ortes findet sich bei Thukydides in seinem Werk über den Peloponnesischen Krieg. 432 v. Chr. trafen die Streitkräfte Athens und des makedonischen Königs Perdikkas II. vor der Belagerung Potidaias und nach der Eroberung von Thermi bei Veria aufeinander. Die athenische Streitmacht unter Kallias II. versuchte die Eroberung Verias, scheiterte aber.
Veria erlebte in der Zeit der Diadochen Alexanders des Großen, der hellenistischen Zeit, einen erheblichen Aufschwung. 288 v. Chr. eroberte Pyrrhos I., der König von Epirus, die Stadt. 278/279 v. Chr. plünderten Kelten im Rahmen ihrer Einfälle nach Griechenland die Stadt. Im weiteren Verlauf fiel die Stadt an das Königreich Makedonien zurück. Unter der Herrschaft der Antigoniden mit den Königen Perseus und Philipp V. blühte Veria weiter auf. Bürger aus Veria nehmen in Militär und Verwaltung des Königreiches Makedonien unter den Antigoniden hervorgehobene Stellungen ein.
168 v. Chr. fiel Veria nach der Niederlage des makedonischen Königs Perseus in der Schlacht von Pydna als erste makedonische Stadt an das Römische Reich und wurde Bestandteil der römischen Provinz Macedonia. Unter römischer Kontrolle nahm die Stadt Veria weiter an Bedeutung zu. Die antiken Ortschaften Mieza und Aigai wurden dabei von der Stadt Veria absorbiert. Veria gehörte wie auch Edessa und Pella während der römischen Herrschaft zum dritten Teil der römischen Provinz Makedonien. Während der römischen Herrschaft war Veria Sitz des makedonischen Bundes.
Aus Veria stammt das Mädchen von Beröa oder Schöne von Beroia, eine antike Bronzestatuette im Stil der Göttin Aphrodite, die auf etwa 100 v. Chr. datiert wird und sich heute in den Staatlichen Antikensammlungen in München befindet.

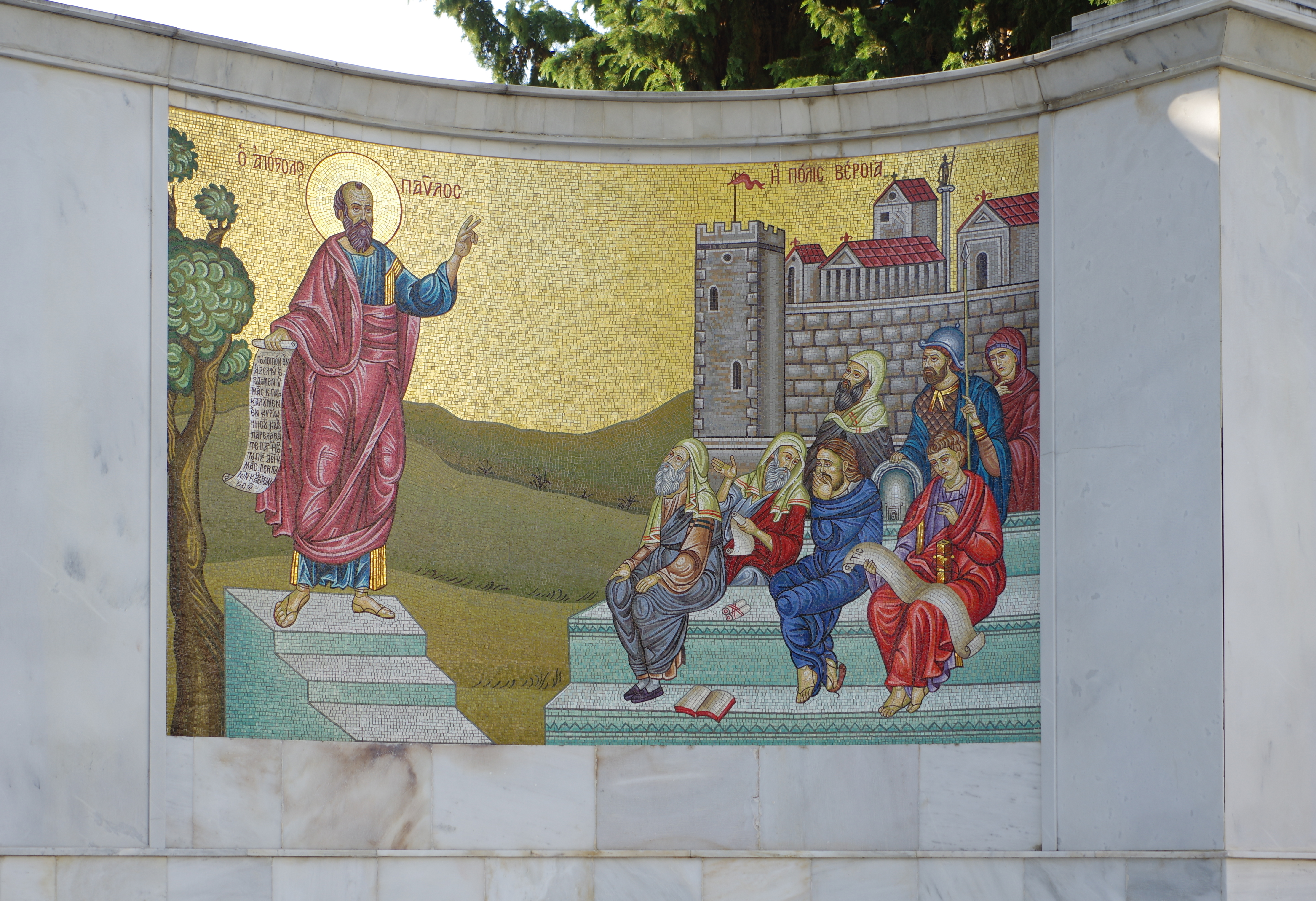
Mosaik an der Gedenkstätte des Apostels Paulus

Etwa 50 n. Chr. besuchte nach Auskunft der biblischen Apostelgeschichte des Lukas der Apostel Paulus von Tarsus Veria und fand eine positive Reaktion der Bewohner auf seine Predigten (Apg 17,10 .13;20,3f. ). In unmittelbarer Nähe des Zentrums befindet sich eine moderne Gedenkstätte, die an den Aufenthalt des Apostels erinnert. Später entstand ein christliches Bistum mit Sitz eines Bischofs. Im weiteren Verlauf der römischen Herrschaft wurde Veria sogar zeitweilig zur Hauptstadt der römischen Provinz Makedonien, vor allem nach dem Niedergang von Vergina (Aigai) und der Ansiedlung von Römern bei Dion und Pella. Die letzte schriftliche Aufzeichnung über die Geschichte Verias in der Antike datiert auf das Jahr 313 n. Chr., als das Christentum im Begriff war, zur vorherrschenden Religion im römischen Reich aufzusteigen.

### Byzantinische Epoche

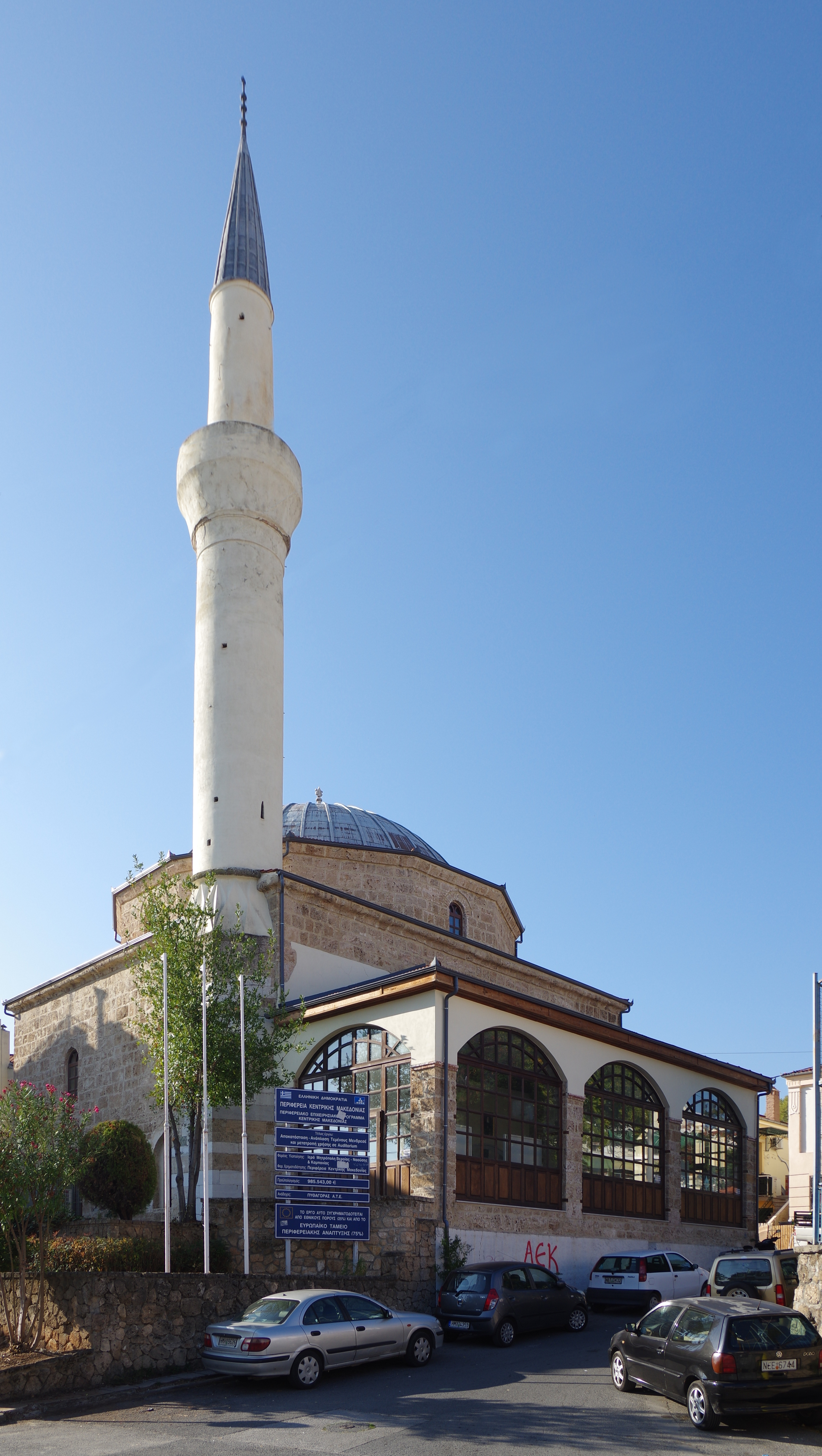
Moschee

Trotz der hervorgehobenen Bedeutung von Veria während der römischen Herrschaft finden sich über die Stadt im weiteren Verlauf der Geschichte unter vorwiegend byzantinischer Herrschaft nur sehr wenige schriftliche Überlieferungen. Im 10. Jahrhundert eroberten die Bulgaren das Gebiet und verloren es anschließend wieder an Byzanz. Das byzantinische Reich konnte seine Herrschaft jedoch nur bis 1204 aufrechterhalten.
Mit dem Fall Konstantinopels im Rahmen des vierten Kreuzzuges und der Errichtung des Königreich Thessaloniki fiel Veria zunächst an diesen Kreuzfahrerstaat. Dessen Herrschaft dauert nicht lange; bereits 1224 eroberte das Despotat Epirus das Gebiet im Rahmen seiner Expansion nach Nordosten zurück und beendete damit die Herrschaft des lateinischen Hauses Montferrat. Der byzantinische Staat konnte jedoch die Kontrolle über Veria ebenfalls nur knapp ein Jahrhundert ausüben. Unter der Herrschaft von Ioannis Kantakouzenos wurde Veria in dieser Zeit als große und einwohnerreiche Stadt beschrieben. Die insgesamt 51 Kirchen aus byzantinischer Zeit deuten andererseits darauf hin, dass in Veria zumindest ein reges geistliches bzw. religiöses Leben stattfand.

### Osmanische Herrschaft
Die byzantinische Herrschaft endet durch die Eroberung Verias durch die Osmanen im 15. Jahrhundert. Hierbei ist das exakte Datum der Eroberung nicht genau geklärt: Veria fiel gleichzeitig mit Thessaloniki 1430, 1433 oder 1448 an das osmanische Reich. Es ist dabei nicht bekannt, ob den Eroberungen von 1430 und 1433 eine andauernde oder nur befristete Herrschaft der Osmanen folgte. Der erste Angriff türkischer Streitkräfte auf Veria wurde im Jahr 1331 unter dem Emirat von Karasi aufgezeichnet, die als Hilfstruppen die jeweiligen byzantinischen Thronprätendenten unterstützten. In der Mitte des 14. Jahrhunderts fiel Veria unter die Herrschaft des serbischen Königs Stefan Dušan. Nach dessen Tod 1355 zerfiel allerdings das serbische Kaiserreich, Veria fiel anfangs an den Gegenkaiser Simeon Palaiologos, um ab 1362 unter der Oberhoheit des Kaisers Stefan Uroš V. und der Mrnjavčević zu stehen. Nach der Schlacht an der Mariza 1371 besetzten die Osmanen Veria, das genauere Datum ist nicht bekannt. Zeitweilige, osmanische Eroberungen erfolgten 1373, 1383 sowie am 8. Mai 1387. Im Winter der Jahre 1393 und 1394 hielt sich der osmanische Sultan Bayezid I. in Veria auf, um die Feldzüge seiner Streitkräfte auf der Peloponnes zu koordinieren. Sicher begann die Herrschaft der Osmanen über Veria 1448. 1461 hielt sich Sultan Mehmed II. in Ort auf und verhandelte die Übergabe der Festung Monemvasia auf der Peloponnes durch den Despoten von Morea an das osmanische Reich.
Klosteraufzeichnungen belegen die ersten osmanischen bzw. türkischen Siedler bereits im 14. Jahrhundert. Im Verlauf der osmanischen Herrschaft kam es durch umfangreiche Siedlungsbewegungen zu einer deutlichen Zunahme der nicht-christlichen Bevölkerung; insbesondere Türken, Albaner und Walachen siedelten sich an. Einer Steuerliste Verias von 1528 ist zu entnehmen, dass 234 zu jener Zeit muslimische und 669 christliche Familien vorzufinden waren. 1568 wurden in Veria 425 muslimische und 459 christliche Familien registriert. Zwischen 1568 und 1617 kam es zu einer deutlichen Bevölkerungsabnahme: 1617 gab es 150 steuerpflichtige Familien, in der zweiten Hälfte des 16. Jahrhunderts wurden 4000 Häuser in 16 muslimischen und 15 christlichen Nachbarschaften bzw. Stadtteilen gezählt. Erstmals wurden auch zwei jüdische Gemeinden erwähnt, welche sich in der Stadt vorfanden. Die nicht-muslimischen Bevölkerungsteile teilen sich in der zweiten Hälfte des 16. Jahrhunderts in Griechen, Serben, Bulgaren, Juden und Walachen auf. Ende des 18. Jahrhunderts notierte der französische Reisende Félix Beaujour, dass Veria 8000 Einwohnern habe. William Martin Leake berichtete im Jahr 1806 von 2000 Familien, von denen 1200 griechisch sein sollten. 1798 fiel Veria unter die Herrschaft von Tepedelenli Ali Pascha (Pascha von Ioannina), welcher die Stadt mit Festungen versah.

### Vom griechischen Unabhängigkeitskrieg zur Gegenwart

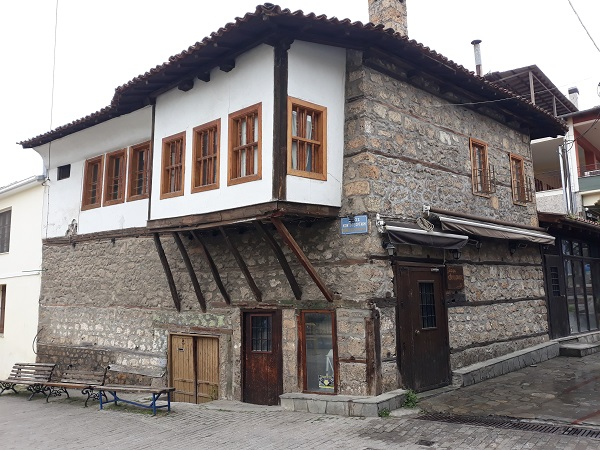
Traditionell gebautes Haus mit Sachnisi in Veria

1822 wurde Veria auch zum Schauplatz von Kämpfen im Rahmen des griechischen Unabhängigkeitskrieges (1821–1829). Im Februar 1822 griffen die griechischen Aufständischen unter der Führung des Armatolen Gero-Karatasos Veria an. Eine Eroberung gelang aber im Gegensatz zur Nachbarstadt Naoussa nicht; im März 1822 wurden 70 bis 80 Widerstandskämpfer aus Veria verhaftet. Im April 1822 fiel Naoussa wieder an das Osmanische Reich, die Kämpfe im Gebiet von Veria im Rahmen des Unabhängigkeitskrieges endeten mit dieser griechischen Niederlage.
1831, nach Gründung des Königreiches Griechenland, erfassten die Osmanen in Veria 12.732 männliche Einwohner im Gebiet von Veria mittels einer Volkszählung. Hierbei sollen lediglich 13,2 % der männlichen Einwohner muslimisch gewesen sein, was auf einen deutlichen Bevölkerungsrückgang der muslimischen Bevölkerungen schließen lassen würde. Dieser Rückgang der muslimischen Bevölkerung wurde durch die Ansiedlung osmanischer Flüchtlingen aus der Peloponnes nach dem Ende des griechischen Unabhängigkeitskrieges 1829 wieder ausgeglichen. Im August des Jahres 1864 (oder 1862) kam es zu einem Großbrand in Veria, welcher einen erheblichen Teil der Stadt zerstörte. Die Stadt wurde anschließend wieder aufgebaut. Struck berichtete 1908, dass Veria 2800 Häuser und 13.900 Einwohner habe. 5500 Einwohner seien muslimisch, 5000 Einwohner griechisch-orthodox, 800 Einwohner muslimische Sinti und Roma und 600 sephardische Juden. Zwei Jahre zuvor registrierte eine osmanische Volkszählung 14.000 Einwohner in 32 Stadtbezirken mit 2131 Häusern.
Im Frühjahr 1905 übernahm Kapitan Akritas (K. Mazarakis) das Kommando über die griechischen Untergrundkämpfer der Region Veria-Naoussa-Edessa in Veria. Im weiteren Verlauf kam es zu bewaffneten Auseinandersetzungen zwischen den griechischen Untergrundkämpfern, mazedonischen bzw. bulgarischen Aufständischen und den osmanischen Truppen. Am 1. November 1912 eroberte die griechische Armee Veria im Rahmen des ersten Balkankriegs. Danach wurde der Ort Bestandteil des Königreichs Griechenland.
Nach der griechischen Niederlage im Griechisch-Türkischen Krieg (1919–1923) kam es zu einem massiven Umbruch in der Bevölkerungsstruktur Verias. Der im Vertrag von Lausanne 1923 zwischen Griechenland und der Türkei vereinbarte „Bevölkerungsaustausch“ von 1,5 Millionen Griechen und 0,5 Millionen Türken führte dazu, dass die türkische Bevölkerung Veria verlassen musste. In Veria siedelten sich „im Gegenzug“ griechische Flüchtlinge aus Kleinasien, Ostthrakien und der Küste des Schwarzen Meeres an. 1928 hatte Veria infolge dieses „Bevölkerungsaustauschs“ einen Anteil von Flüchtlingen an der Gesamtbevölkerung von 43 Prozent.
1941 eroberten die Truppen der Wehrmacht im Rahmen des Unternehmens Marita die Stadt und brachten den Ort unter deutsche Besatzung. Im Oktober 1944 zogen sich die deutschen Truppen aus Griechenland zurück.

## Sehenswürdigkeiten
- Reste der antiken Stadtmauer aus dem 3. Jahrhundert n. Chr.
- Palaia Metropolis, Kirche des 11. Jahrhunderts, in der Neuzeit als Moschee genutzt
- Kirche der Wiederauferstehung Christi des Retters (Ναός Αναστάσεως Σωτήρος Χριστού), errichtet 1314/1315, mit kunstgeschichtlich bedeutenden Fresken der Erbauungszeit
- diverse weitere Kirchen, teilweise aus dem Mittelalter
- Synagoge
- Archäologisches Museum Veria

## Verwaltungsgliederung

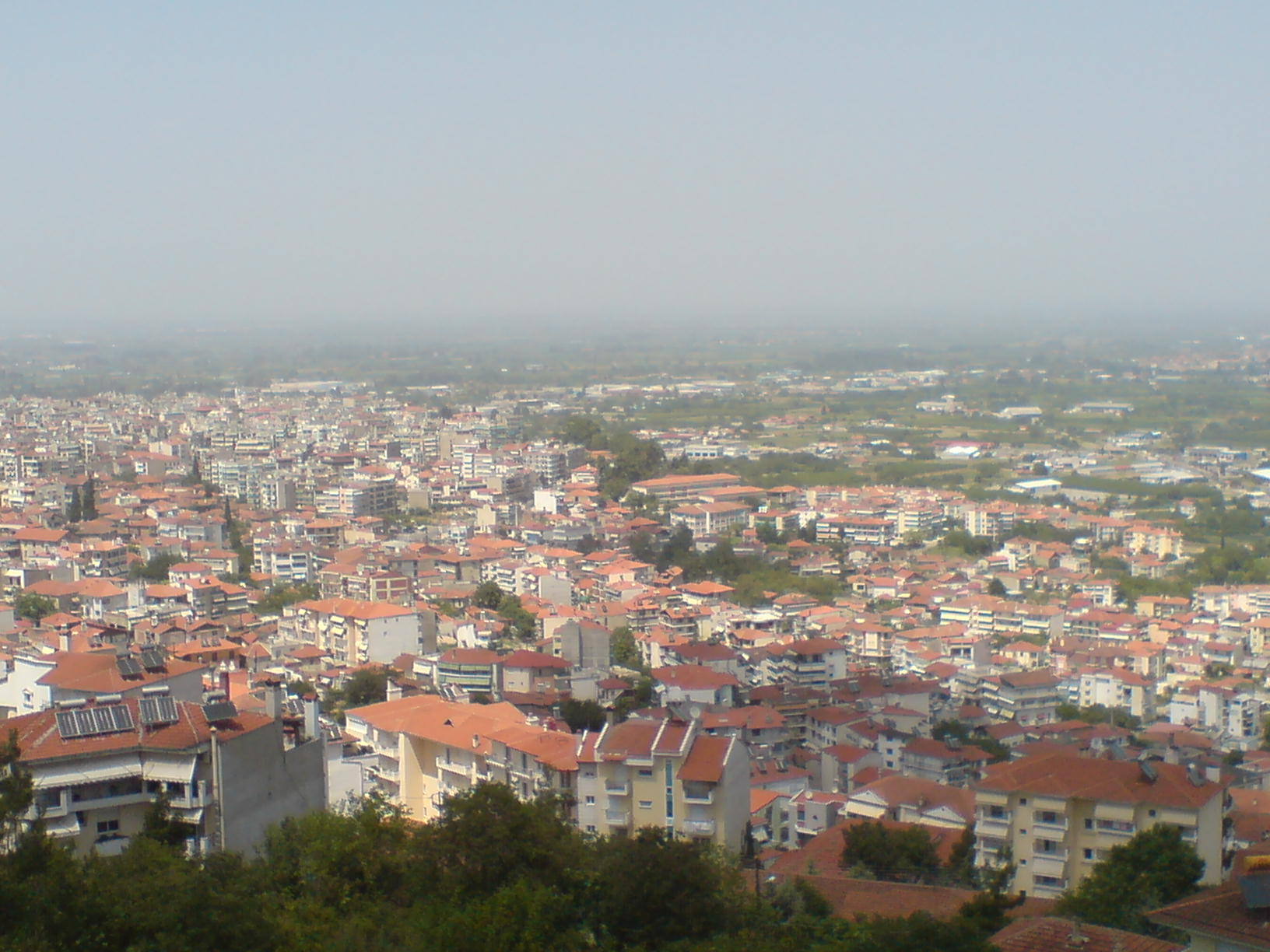
Blick auf die Stadt Veria

Veria wurde nach dem Anschluss an Griechenland im ersten Balkankrieg 1918 als eigenständige Stadtgemeinde (dimos) anerkannt. 1997 wurde durch die Reform der griechischen Kommunalverwaltung die Gemeinde Veria um einige Nachbargemeinden erweitert. Mit der Verwaltungsreform 2010 wurden erneut vier Nachbargemeinden in Veria eingemeindet, die – wie die bis dahin bestehende Gemeinde Veria selbst – seither Gemeindebezirke (Einzahl dimotiki enotita) bilden. Die alten Gemeindebezirke werden als Stadtbezirke (dimotiki kinotita) bzw. Ortsgemeinschaften (topiki kinotita) geführt. Die angegebenen Einwohnerzahlen stammen aus dem Ergebnis der Volkszählung 2011.
- Gemeindebezirk Apostolos Pavlos – Δημοτική Ενότητα Αποστόλου Παύλου – 8.818 Einwohner
  - Stadtbezirk Makrochori – Δημοτική Κοινότητα Μακροχωρίου/Μακροχώρι – 5.189 Einwohner
  - Ortsgemeinschaft Diavatos – Τοπική Κοινότητα Διαβατού/Διαβατός – 1.276 Einwohner
  - Ortsgemeinschaft Kouloura – Τοπική Κοινότητα Κουλούρας/η Κουλούρα – 992 Einwohner
  - Ortsgemeinschaft Lykogianni – Τοπική Κοινότητα Λυκόγιαννης – 560 Einwohner
    - Nea Lykogianni – Νέα Λυκόγιαννη – 399 Einwohner
    - Palea Lykogianni Παλαιά Λυκόγιαννη – 161 Einwohner

  - Ortsgemeinschaft Nea Nikomidia – Τοπική Κοινότητα Νέας Νικομηδείας/Νέα Νικομήδεια – 801 Einwohner
- Gemeindebezirk Dovras – Δημοτική Ενότητα Δοβρά – 5.313 Einwohner
  - Ortsgemeinschaft Agios Georgios – Τοπική Κοινότητα Αγίου Γεωργίου/Άγιος Γεώργιος – 1.763 Einwohner
  - Ortsgemeinschaft Agia Marina – Τοπική Κοινότητα Αγίας Μαρίνας/Αγία Μαρίνα – 864 Einwohner
  - Ortsgemeinschaft Fytia – Τοπική Κοινότητα Φυτείας – 551 Einwohner
    - Agios Nikolaos – Άγιος Νικόλαος – 68 Einwohner
    - Fytia – Φυτεία – 409 Einwohner
    - Kostochori – Κωστοχώρι – 52 Einwohner
    - Lianovrochi – Λιανοβρόχι – 22 Einwohner

  - Ortsgemeinschaft Patrida – Τοπική Κοινότητα Πατρίδος – 1.520 Einwohner
    - Patrida – Πατρίδα – 1.492 Einwohner
    - Kali Panagia – Καλή Παναγία – 28 Einwohner

  - Ortsgemeinschaft Trilofo – Τοπική Κοινότητα Τριλόφου/Τρίλοφο – 615 Einwohner
- Gemeindebezirk Makedonida – Δημοτική Ενότητα Μακεδονίδος – 1.646 Einwohner
  - Ortsgemeinschaft Daskio – Τοπική Κοινότητα Δασκίου -- το Δάσκιο – 286 Einwohner
  - Ortsgemeinschaft Polydendro – Τοπική Κοινότητα Πολυδένδρου – 162 Einwohner
    - Polydendro – Πολύδενδρο – 123 Einwohner
    - Elafina – Ελαφίνα – 8 Einwohner
    - Moni Timiou Prodromou – Μονή Τιμίου Προδρόμου – 5 Einwohner
    - Poros – Πόρος – 9 Einwohner
    - Charadra – Χαράδρα – 17 Einwohner

  - Ortsgemeinschaft Rizomata – Τοπική Κοινότητα Ριζωμάτων -- τα Ριζώματα – 816 Einwohner
  - Ortsgemeinschaft Sfikia – Τοπική Κοινότητα Σφηκιάς -- η Σφηκιά – 382 Einwohner
- Gemeindebezirk Vergina – Δημοτική Ενότητα Βεργίνης – 2.464 Einwohner
  - Ortsgemeinschaft Metochio Prodromou - Τοπική Κοινότητα Μετόχιο Προδρόμου/Μετόχιο Προδρόμου – 110 Einwohner
  - Ortsgemeinschaft Palatitsia - Τοπική Κοινότητα Παλατιτσίων/Παλατίτσια – 834 Einwohner
  - Ortsgemeinschaft Sykea - Τοπική Κοινότητα Συκέας/Συκέα – 278 Einwohner
  - Ortsgemeinschaft Vergina - Τοπική Κοινότητα Βεργίνης/Βεργίνα – 1.242 Einwohner
- Gemeindebezirk Veria – Δημοτική Ενότητα Βέροιας – 48.306 Einwohner
  - Stadtbezirk Veria – Δημοτική Κοινότητα Βέροιας – 44.291 Einwohner
    - Stadt Veria – Βέροια – 43.158 Einwohner
    - Kydonochori – Κυδωνοχώρι – 3 Einwohner
    - Lazochori – Λαζοχώρι – 380 Einwohner
    - Mesi – Μέση – 568 Einwohner
    - Tagarochori – Ταγαροχώρι – 182 Einwohner

  - Ortsgemeinschaft Agia Varvara – Τοπική Κοινότητα Αγίας Βαρβάρας/Αγία Βαρβάρα – 896 Einwohner
  - Ortsgemeinschaft Ammos – Τοπική Κοινότητα Άμμος – 198 Einwohner
  - Ortsgemeinschaft Asomata – Τοπική Κοινότητα Ασώματα – 607 Einwohner
  - Ortsgemeinschaft Georgiani – Τοπική Κοινότητα Γεωργιανών/Γεωργιανοί – 339 Einwohner
    - Georgiani – Γεωργιανοί – 508 Einwohner
    - Lefkopetra – Λευκόπετρα – 59 Einwohner

  - Ortsgemeinschaft Kastanea – Τοπική Κοινότητα Καστανέας/Καστανέα – 116 Einwohner
    - Kastanea – Καστανέα – 84 Einwohner
    - Mikra Sanda – Μικρά Σάντα – 32 Einwohner

  - Ortsgemeinschaft Kato Vermio – Τοπική Κοινότητα Κάτω Βερμίου/Κάτω Βέρμιο – 75 Einwohner
  - Ortsgemeinschaft Koumaria – Τοπική Κοινότητα Κουμαριάς/Κουμαριά – 339 Einwohner
    - Koumaria – Κουμαριά – 243 Einwohner
    - Xirolivado – Ξηρολίβαδο – 96 Einwohner

  - Ortsgemeinschaft Profitis Ilias – Τοπική Κοινότητα Προφήτης Ηλίας – unbewohnt
  - Ortsgemeinschaft Rachi – Τοπική Κοινότητα Ράχης/Ράχη – 610 Einwohner
  - Ortsgemeinschaft Tripotamos – Τοπική Κοινότητα Τριποτάμου – 666 Einwohner
    - Tripotamos – Τριπόταμος – 553 Einwohner
    - Kato Komninio – Κάτω Κομνήνειο – 70 Einwohner
    - Komninio – Κομνήνειο – 45 Einwohner

| Einwohnerentwicklung der Stadt bzw. Gemeinde Veria | Einwohnerentwicklung der Stadt bzw. Gemeinde Veria | Einwohnerentwicklung der Stadt bzw. Gemeinde Veria | Einwohnerentwicklung der Stadt bzw. Gemeinde Veria |
| Jahr                                               | Einwohner                                          | Absolute Veränderung                               | Relative Veränderung                               |
| -------------------------------------------------- | -------------------------------------------------- | -------------------------------------------------- | -------------------------------------------------- |
| 1981                                               | 37.966                                             | —                                                  | —                                                  |
| 1991                                               | 37.858                                             | −108                                               | −0,29 %                                            |
| 2001                                               | 47.411                                             | +9.553                                             | +25,23 %                                           |

## Wirtschaft
Wirtschaftliches Standbein der Neuzeit war und ist in Veria der Anbau und die Verarbeitung von Baumwolle. Für den Anbau von Baumwolle ist die Veria umgebende – wasserreiche – makedonische Tiefebene sehr gut geeignet.

## Verkehr

### Straße
Veria ist an die Nationalstraße 4 von (Nea) Chalkidona an der Nationalstraße 2 (Florina–Edessa–Thessaloniki–Kavala) in der Präfektur Thessaloniki über Alexandria nach Kozani angebunden. Die Nationalstraße 4 passierte in einer kurvenreichen Strecke ab Veria die südöstliche und südliche Flanke des Vermio-Massivs nördlich des Flusses Aliakmonas (Kastanea-Pass) über die Ortschaft Polymylos nach Kozani. Seit 2004 ist Veria an das griechische Autobahnnetz angeschlossen. Die Autobahn 2 (Egnatia Odos; Europastraße 90) verbindet Veria nach Westen hin mit Kozani und Grevena entlang der Strecke der Nationalstraße 4 mit einer durchgängig befahrbaren Autobahn. Die Autobahn ist durchgängig bis Ioannina und Igoumenitsa befahrbar. Nach Osten hin führt die Autobahn 2 nach Klidi an der Küste des thermaischen Golfs, wo sie anschließend mit der Autobahn 1 gemeinsam in Richtung Thessaloniki verläuft. Über die Fortführung der Autobahn 2 über Thessaloniki hinaus besteht eine durchgängige Autobahnverbindung mit der Chalkidiki, Kavala, Xanthi, Komotini und Alexandroupoli. Eine weitere gut ausgebaute Straße verbindet Veria über Kopanos, Lefkadia und Skydra mit Edessa im Norden. Die gleiche Straße verbindet Veria auch mit der zweitgrößten Stadt der Präfektur Imathia, Naoussa, welche westlich von Kopanos liegt. Straßenverbindungen, welche nach Süden über den Fluss Aliakmonas und die Pieria-Berge führen, existieren nicht.

### Schiene
Der Bahnhof von Veria liegt an der Bahnstrecke Thessaloniki–Florina. Von und nach Richtung Athen muss in Platy umgestiegen werden.

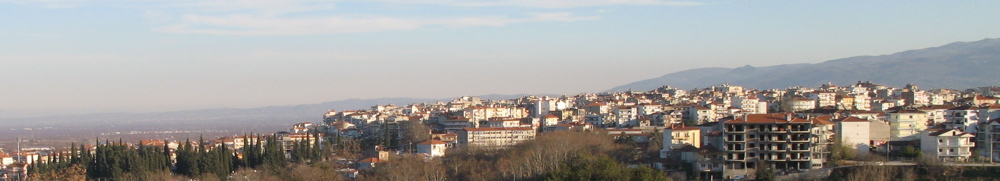
Panoramablick auf die Stadt Veria

## Persönlichkeiten
- Sonia Theodoridou (* 1958), Opernsängerin
- Konstantinos Stefanopoulos (* 1984), Geher
- Efthymia Kolokytha (* 1987), Leichtathletin
- Alexandros Safarikas (* 1999), Fußballspieler